# Cravant, Yonne
Cravant var en kommun i departementet Yonne i regionen Bourgogne-Franche-Comté i norra Frankrike. Kommunen ligger i kantonen Vermenton som tillhör arrondissementet Auxerre. År 2018 hade Cravant 816 invånare.
Den 1 januari 2017 slogs kommunerna Accolay och Cravant ihop till en ny kommun, Deux Rivières.

## Befolkningsutveckling
Antalet invånare i kommunen Cravant
| Referens: INSEE |